# Теплоємність
Теплоє́мність — фізична величина, яка визначається кількістю тепла, яке потрібно надати тілу для зміни його температури на один кельвін. Поняття теплоємності ввів шотландський фізик і хімік Джозеф Блек.
Позначається здебільшого великою латинською літерою C. Питома теплоємність — теплоємність одиничної маси тіла, позначається малою латинською літерою c. Часто визначається також молярна теплоємність — теплоємність одного моля газу.

## Математична теорія
Кількість теплоти {\displaystyle \delta Q} в термодинаміці визначається величиною
{\displaystyle \delta Q=T\delta S},
де T — температура, S — ентропія.
Проте, кількість теплоти, яку отримує тіло при тому чи іншому процесі залежить від умов, при яких проходить процес. При сталому об'ємі робота з розширення тіла при нагріванні не виконується, тому для нагрівання на один градус при таких умовах потрібно менше тепла, ніж при сталому тиску, коли тіло може розширятися. Тому розрізняють два значення теплоємності:
- теплоємність при сталому об'ємі {\displaystyle C_{V}}

{\displaystyle C_{V}=T\left({\frac {\partial S}{\partial T}}\right)_{V}}
- теплоємність при сталому тиску

{\displaystyle C_{P}=T\left({\frac {\partial S}{\partial T}}\right)_{P}}
Справедливе співвідношення {\displaystyle C_{P}>C_{V}}.
Теплоємність можна також виразити у вигляді похідних від термодинамічних потенціалів. При сталому об'ємі використовується внутрішня енергія E:
{\displaystyle C_{V}=\left({\frac {\partial E}{\partial T}}\right)_{V}}
При сталому тиску — ентальпія W
{\displaystyle C_{P}=\left({\frac {\partial W}{\partial T}}\right)_{P}}.
Зв'язок між теплоємністю при сталому об'ємі й сталому тиску можна визначити також формулами
{\displaystyle C_{P}-C_{V}=-T{\frac {\left({\frac {\partial V}{\partial T}}\right)_{P}^{2}}{\left({\frac {\partial V}{\partial P}}\right)_{T}}}=-T{\frac {\left({\frac {\partial P}{\partial T}}\right)_{V}^{2}}{\left({\frac {\partial P}{\partial V}}\right)_{T}}}}
Оскільки похідна {\displaystyle \left({\frac {\partial P}{\partial V}}\right)_{T}} завжди від'ємна — тиск завжди зменшується при ізотермічному розширенні, то {\displaystyle C_{P}>C_{V}}.

## Температурна залежність теплоємності
Згідно з третім законом термодинаміки при абсолютному нулі температури теплоємність стає нульовою. При малих температурах теплоємність твердих тіл зростає пропорційно кубу від температури (закон Дебая). При температурах, які перевищують температуру Дебая, теплоємність твердих тіл стає незалежною від температури (закон Дюлонга-Пті).
Залежність теплоємності від температури має особливості в області фазових переходів.

## Конкретні системи
Для ідеального газу
{\displaystyle C_{V}={\frac {i}{2}}k_{B}N},
де {\displaystyle k_{B}} — стала Больцмана, {\displaystyle i} — число степенів свободи.
{\displaystyle C_{P}={\frac {i+2}{2}}k_{B}N}

### Тверде тіло

#### Модель Ейнштейна
За Ейнштейном кристалічні тіла являють собою систему незалежних гармонічних осциляторів. При високих температурах теплоємності кристалічних тіл мають однакові значення
{\displaystyle C_{V}=3R\,(6{\text{кал}}/{\text{моль}}\cdot K).}
Рівномірний розподіл енергії по ступенях вільності відповідає моделі кристалічного тіла. Таким чином, кожний атом у кристалі є тривимірний гармонічний осцилятор із шістьма ступенями вільності. Це призводить до дворазового перевищення теплоємностей кристалів теплоємностей ідеальних газів, які мають лише три ступені вільності (поступальний рух).
{\displaystyle C_{V}={\frac {3R(\Theta _{E}/T)^{3}e^{\Theta _{E}/T}}{(e^{\Theta _{E}/T}-1)^{2}}},}
де {\displaystyle \Theta _{E}} — так звана характеристична температура, яка дорівнює
{\displaystyle \Theta _{E}=hv_{0}/k,}
де {\displaystyle h,k} — стала Планка й стала Больцмана/

#### Модель Дебая
Дебай увів поняття про кристалічне тіло як про систему пов'язаних осциляторів із частотами, які змінюються від нуля до декотрої максимальної величини. Рівняння задається як
{\displaystyle C_{V}=9R({\frac {T}{\Theta _{D}}})^{3}\int _{0}^{\Theta _{D}/T}({\frac {x^{4}e^{x}}{(e^{x}-1)^{2}}})dx,}
де {\displaystyle x=hv/kT=\Theta /T.} Характеристична температура
{\displaystyle \Theta _{D}=hv_{m}/k,}
{\displaystyle v_{m}} — максимальна частота коливань.

## Виноски
1. 1 2  5-15 // Quantities and units—Part 5: Thermodynamics — 1 — ISO, 2007. — 22 p.
2. 1 2 3 4  International Organization for Standardization 5-15 // Quantities and units — Part 5: Thermodynamics — 2 — 2019. — 16 p.
3. ↑  5-15.a // Quantities and units—Part 5: Thermodynamics — 1 — ISO, 2007. — 22 p.
4. ↑  У термодинаміці прирости, які залежать від процесу, заведно позначати маленькою літерою {\displaystyle \delta }